# Philippe Omnès
Philippe Omnès (n. 6 august 1960, Paris, Franța) este un scrimer olimpic francez specializat pe floretă, laureat cu aur la Campionatul Mondial de Scrimă din 1990 și la Jocurile Olimpice de vară din 1992. A fost de 11 ori campion din Franța – de sase ori la individual și de patru ori pe echipe.

## Carieră
A început să practice scrima la vârsta de șase ani la clubul de la Massy pentru a urmă niște prieteni. A ales floreta pentru ca era singura armă predată la acest club.
S-a alăturat echipei Franței în anul 1981. La Jocurile Olimpice din 1984 de la Los Angeles a fost eliminat în sferturile de finală de italianul Mauro Numa, care a fost laureat cu aur în cele din urmă. La proba pe echipe a cucerit prima sa medalie olimpică, după ce Franța a pierdut cu Italia, dar a câștigat cu Austria în finala pentru medalia de bronz.
Nu a cucerit nicio medalie la Jocurile Olimpice de vară din 1988, fiind eliminat în grupul final. În anul următor, a ajuns în finală la Campionatul Mondial de la Denver, dar a pierdut la o tușă cu vest-germanul Alexander Koch. În același an, a fost aproape de moarte când, la antrenament, lama unui coleg i-a străpuns gâtul foarte aproape de carotidă. Accidentul i-a lăsat o cicatrice. 
La Campionatul Mondial din 1990, la orașul francez Lyon, a ajuns din nou în finală. S-a împuns în față italianului Andrea Borella, campion mondial în 1986, cucerind medalia de aur – ultimul titlu mondial câștigat de un floretist francez. Victoria aceasta a trecut în mare măsură neobservată: din cauza întârzierilor considerabile înregistrate în desfășurarea competiției, finala a fost difuzată pe televiziune la ora 23. În plus, a avut loc în aceeași zi ca finala Campionatului Mondial de fotbal, finala turneului de la Wimbledon și victoria lui Alain Prost la Marele Premiu al Franței. În consecventă, realizarea lui Philippe Omnès nu a apărut pe pagina întâi din jurnal L'Équipe.
Doi ani mai târziu, a ajuns în finală la Jocurile Olimpice din 1992 de la Barcelona. A trecut de Serhii Holubîțkîi din Echipa Unificată și a cucerit medalia de aur. Astfel a devenit primul campion olimpic francez la floretă masculin din Christian d'Oriola în 1956. Și în acest caz, realizarea sa a rămas puțin mediatizată, fiind în concurență cu medalia de aur lui Éric Srecki la spadă și, în special, cu proba de 100 m.
La Jocurile Olimpice din 1996 de la Atlanta a fost învins în sferturile de finală de conațional său Franck Boidin. La vârsta de 36 de ani, a decis să pună punct carierei de sportiv. Câteva luni mai târziu, a devenit director tehnic național la Federația Franceză de Scrimă cu ocazia celui de-al doilea mandat președintelui Pierre Abric. A deținut aceasta poziție până în 2005. În acești ani scrima franceză a cucerit patru medalii de aur, cinci de argint și trei de bronz la doua ediții olimpice (Sydney 2000 și Atena 2004). Acești ani au fost și marcați de o controversie, când antrenor național de sabie Christian Bauer a plecat din Franța pentru Italia din cauza dezacordurilor personale cu Omnès. El a trebuit să facă față la două cazuri de dopaj în delegația franceză: floretiștul Loïc Attely a fost controlat pozitiv cu nandrolon și suspendat zece luni, în timp ce spadasina Laura Flessel a fost depistată cu nikethamide și suspendată trei luni.
După iulie 2005, a lucrat timp de doi ani la Ministerul Tineretului și Sportului din Franța. Din anul 2007 este șeful al departamentului sportului de performanță la centrul regional de excelență la sport (CREPS) din regiunea Île-de-France.

## Legături externe
Materiale media legate de Philippe Omnès la Wikimedia Commons
- en Philippe Omnès la Olympedia.org